# Archilaphria ava
Archilaphria ava är en tvåvingeart som beskrevs av Günther Enderlein 1914. Archilaphria ava ingår i släktet Archilaphria och familjen rovflugor. Inga underarter finns listade i Catalogue of Life.